# الحاص

تعديل مصدري - تعديل

الحاص هي إحدى قرى عزلة القارة بمديرية رصد التابعة لمحافظة أبين، بلغ تعداد سكانها 124 نسمة حسب تعداد اليمن لعام 2004.